# Аргиропулос, Стилианос
Стилианос Аргиропулос (греч. Στυλιανός Αργυρόπουλος Κανακάκης; род. 2 августа 1996, Греция) — греческий ватерполист, игрок сборной Греции. Серебряный призёр летних Олимпийских игр 2020 года, трёхкратный призёр чемпионатов мира 2022, 2023 и 2025 годов, серебряный призёр Средиземноморских игр 2018 года. Участник двух Олимпийских игр (2020 и 2024 годов).

## Карьера
На клубном уровне Аргиропулос играл за чемпионов греческой серии «Олимпиакос» с 2017 по 2021 годы. После проведя год в Дубровнике, в 2022 году он присоединился к «Ференцварошу» из Будапешта.
В 2017 году на чемпионате мира в Будапеште греки, в составе которых играл Стилианос, заняли второе место после сборной Сербии в предварительном раунде. После победы над Черногорией греки проиграли Венгрии в полуфинале. В матче за третье место они снова встретились с Сербией и уступили со счетом 8:11.
В 2018 году Аргиропулос в составе сборной Греции по водному поло стал серебряным призёром Средиземноморских игр, которые состоялись в испанской Таррагоне.
В 2021 году принимал участие в летних Олимпийских играх в Токио, где греки неожиданно дошли до финала, уступив в решающем матче сербам и завоевали серебряные медали. В составе греческой сборной играл Стилианос, забил четыре гола в полуфинале.
В 2022 году на чемпионате мира в Будапеште сборная Греции уступила итальянцам в полуфинале. Матч за третье место греки выиграли у Хорватии со счетом 9:7, а Стилианос стал призёром чемпионатов мира. В следующем году на Чемпионате мира в Фукуоке греки обыграли Черногорию со счетом 10:9 в четвертьфинале и сербов со счетом 13:7 в полуфинале. В финальном матче против Венгрии потребовалась серия пенальти, которую венгры выиграли. На этом турнире Аргиропулос был основным игроком сборной.
На Олимпийских играх 2024 года в Париже Аргиропулос и сборная Греции уступили сербам со счетом 11-12 в четвертьфинале. По итогам всего турнира греки заняли пятое место.
В 2025 году на чемпионате мира в Сингапуре в составе сборной завоевал бронзовую медаль. В матче за третье место Греция обыграла Сербию со счётом 16:7.